# Comuna de Woźniki
Woźniki (polaco: Gmina Woźniki ) é uma gminy (comuna) na Polónia, na voivodia de Santa Cruz e no condado de Lubliniecki.

## Área
Estende-se por uma área de 127 km².